# Swearingen Aircraft
Pour les articles homonymes, voir Swearingen.
Swearingen Aircraft est le nom générique donné à plusieurs entreprises américaines successives d'études et de construction aéronautiques créées par ou autour d'Ed Swearingen.

## Swearingen Aircraft
Quand il fonde Swearingen Aircraft en 1958 à San Antonio, Texas, Ed Swearingen se présente surtout comme consultant auprès des constructeurs aéronautiques. Ses premiers clients sont Piper Aircraft, Bell Helicopter et les motoristes Lycoming, Pratt & Whitney ou Garrett AiResearch. On lui doit en particulier la transformation du monomoteur PA-24 Comanche en bimoteur PA-30 Twin Comanche (en) et le premier avion Piper pressurisé, le PA-42 Cheyenne.

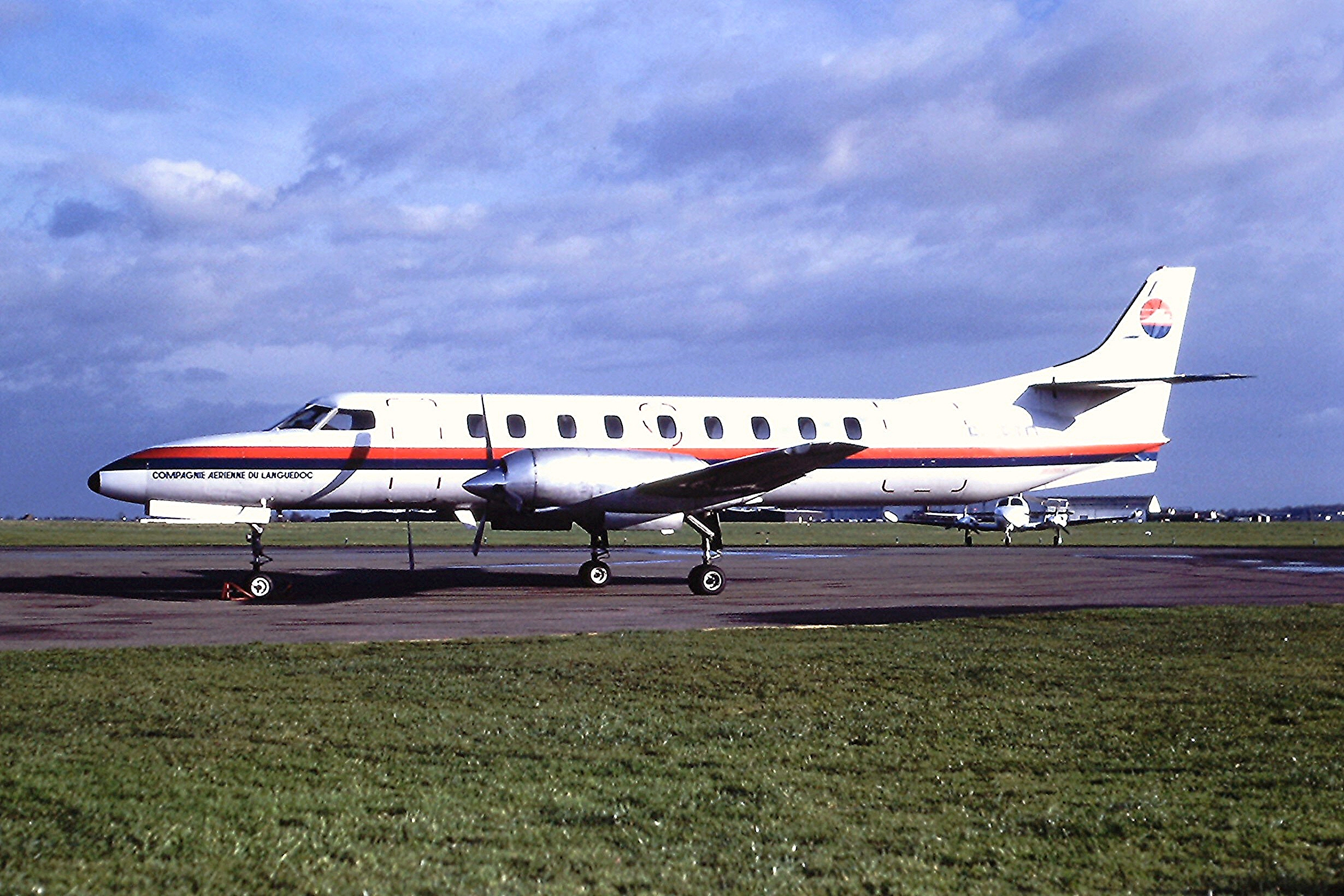
Metro de la C.A.L. "Compagnie Aérienne du Languedoc" (France

Il entreprend aussi pour son propre compte l’adaptation du nouveau moteur Lycoming IO-720 de 800 ch sur un Beechcraft Twin Bonanza. Avec quelques modifications supplémentaires, l’appareil devient Excalibur 800 et connait un certain succès. Il récidive donc avec le Queen Air, produisant par remotorisation le Queenaire.
Le Twin Bonanza et le Queen Air avaient la même aile mais un fuselage différent, les deux appareils n’étant par pressurisés. En 1964 Ed Searingen entreprit de dessiner sur cette voilure un nouveau fuselage, pouvant être adapté à plusieurs types d'appareils: Baptisé Merlin I le premier devait être un quadriplace équipé de moteurs à pistons, le Merlin II recevoir des turbopropulseurs et un fuselage allongé, les deux avions ayant la même voilure. Le Merlin III enfin devait être un appareil à réaction avec les adaptations nécessaires de la voilure.
Le Merlin I devait être équipé d’un moteur Lycoming spécialement développé pour l’appareil mais dont la mise au point se révéla plus longue que prévu. La voilure du Twin Bonanza fut donc modifiée pour y adapter des turbopropulseurs Pratt & Whitney PT6A-20. Le prototype du Merlin II (en) prit l’air en 1965. Suivront le Merlin III, le Metro (en), appareil a vocation commerciale pour 19 passagers et le Merlin VI pouvant recevoir jusqu’à 21 passagers. 1 053 Merlin et Metro furent produits jusqu’en 1998.

## Fairchild Swearingen
Au début des années 1970 la récession économique frappe durement l’entreprise: Dès 1970 les droits sur le Queenaire 800 et l’Excalibur furent cédés à Excalibur Aviation Company. 17 Merlin et Metro seulement sont vendus en 1971 et Swearingen Aircraft doit déposer le bilan. Fairchild Industries, qui construit les voilures du Metro (en), est son principal fournisseur et décide de racheter 90 % du capital. Ed Swearingen reste à la tête de l’entreprise, rebaptisée Swearingen Aircraft Corporation en 1973. La modification d’appareils existants reprend avec le Lockheed JetStar, dont l’autonomie fut accrue de 1 800 km sans augmentation des réservoirs en l’équipant de réacteurs TFE-731. En 1981 l’entreprise devient Fairchild Swearingen Corp.

## Du SX300 au SJ30
Le 1er mai 1982 Ed Swearingen quitte ses fonctions chez Fairchild, dessine le biplace Swearingen SX-300 (en), vendu en kit aux constructeurs amateurs entre 1984 et 1989, et en 1986 obtient le droit de conserver l’usage du nom commercial Swearingen. Il crée donc Swearingen Engineering and Technology Inc en 1987 pour développer un biréacteur d’affaire, le Swearingen SA30 Fanjet (en), Présenté au Salon du Bourget en 1991, le prototype débute ses essais en novembre 1996. Il est produit en série à partir de 2006 sous l’appellation SJ30.
Le développement de ce biréacteur d'affaire a été possible grâce au soutien financier d’un investisseur texan, Doug Jaffe (d’où les initiales 'SJ' pour Swearingen-Jaffe). Sous la pression de Lockheed Martin, qui souhaite vendre des F-16 à Taïwan, l’entreprise devient Sino Swearingen Aircraft Company en 1995 avec l’apport de capitaux en provenance de Taïwan. Devenu Sino Swearingen Aircraft Corp et transformée en société anonyme le 5 novembre 1999, Sino Swearingen va investir plus de 700 millions de dollars en 12 ans dans le développement du Sino Swearingen SJ30-2 sans parvenir à imposer son appareil.

## Nouvelle reprise, nouvelle faillite
En 2005 Action Aviation, principal distributeur de Sino Swearingen, organise la prise de contrôle de l’entreprise par Emirate Investment & Development Company de Dubaï, qui va racheter 80 % du capital en juin 2008. Sino Swearingen devient alors Emivest Aerospace. Elle dispose d’un cahier de commandes de 300 appareils, dont 159 à livrer par Action Aviation. 300 personnes sont employés sur deux sites, implantés sur l’aéroport international de San Antonio et à Martinsburg (Virginie-Occidentale), où sont assemblés les avions.
Après avoir produit seulement 4 biréacteurs Emivest Aviation a déposé son bilan en octobre 2010.

## Sources
1. 1 2 3 4 5 6  Airport Journals
2. ↑  (en) By Shakir Husain, Staff Reporter, « Emivest to pump $1b into SSAC », Gulf News,‎ 17 septembre 2008 (lire en ligne, consulté le 10 septembre 2020).
3. ↑  http://www.bizjournals.com/sanantonio/stories/2008/10/06/daily1.html
4. ↑  http://www.bizjournals.com/sanantonio/news/2010/10/26/aircraft-manufacturer-emivest-files.html